# Tom Shields
Thomas „Tom” Allen Shields (ur. 11 lipca 1991 w Panama City) – amerykański pływak specjalizujący się w stylu motylkowym, grzbietowym i dowolnym, dwukrotny mistrz olimpijski i wielokrotny medalista mistrzostw świata.

## Kariera pływacka
W 2011 roku na uniwersjadzie w Shenzhen zdobył trzy medale. Złoto wywalczył w sztafecie 4 × 200 m stylem dowolnym, a srebro na dystansie 100 m stylem motylkowym i w sztafecie kraulowej 4 × 100 m.
Mistrz świata na krótkim basenie ze Stambułu (2012) w sztafecie 4 × 100 m stylem zmiennym, srebrny medalista na 100 m stylem motylkowym i brązowy medalista na 50 m motylkiem.
Dwa lata później, Shields zdobył pięć medali podczas mistrzostw świata na krótkim basenie w Dosze. Srebro zdobył w konkurencji 100 m stylem motylkowym, uzyskawszy w finale czas 48,99. Pozostałe srebrne medale wywalczył w sztafetach 4 × 50 m stylem dowolnym i 4 × 100 m stylem zmiennym. Oprócz tego zdobył dwa brązowe medale w sztafetach 4 × 100 m stylem dowolnym i 4 × 50 m stylem zmiennym.
Na mistrzostwach świata w Kazaniu w 2015 roku wywalczył złoty medal w sztafecie 4 × 100 m stylem zmiennym. Startował również na dystansie 100 m stylem motylkowym, gdzie z czasem 51,06 zajął czwarte miejsce. W konkurencji 200 m stylem motylkowym uzyskawszy czas 1:56,17, uplasował się na ósmym miejscu.
Podczas igrzysk olimpijskich w Rio de Janeiro płynął w eliminacjach sztafet 4 × 100 m stylem zmiennym i otrzymał złoty medal po tym jak w finale Amerykanie zajęli pierwsze miejsce. Startował również w konkurencji 100 m stylem motylkowym, w której z czasem 51,73 uplasował się na siódmym miejscu. Na dystansie 200 m stylem motylkowym nie awansował do półfinału i ostatecznie zajął 20. miejsce (1:56,93).
Kilka miesięcy później, na mistrzostwach świata na krótkim basenie w Windsorze zdobył siedem medali. Indywidualnie wywalczył srebro w konkurencjach 50, 100 i 200 m stylem motylkowym. Mistrzem świata został w sztafecie mieszanej 4 × 50 m stylem zmiennym, w której Amerykanie ustanowili nowy rekord mistrzostw. Pozostałe medale zdobył w sztafetach kraulowych 4 × 50 (srebro) i 4 × 100 m (brąz) oraz w sztafecie 4 × 50 m stylem zmiennym (srebro).
W 2019 otrzymał dwa złote medale igrzysk panamerykańskich w konkurencjach 100 m st. motylkowym oraz 4 × 100 m st. zmiennym.